# Токенсейл
Токенсейл, Tokensale,  — продажа криптовалюты ранним инвесторам. Во время неё желающие покупают криптовалюту у владельцев напрямую. Основатели криптовалют устраивают токенсейлы в рамках программы краудфандинга, собирают таким способом инвестиции в проект. Инвесторы приобретают новые токены, рассчитывая продать их в несколько раз дороже после листинга на биржах.

## Зачем нужен токенсейл.
Этот вопрос стоит рассматривать с двух сторон:
- Для инвесторов он полезен тем, что с помощью него можно получить прибыль. Цена на криптовалюту во время токенсейла обычно гораздо ниже, чем на вторичном рынке (бирже)[2];
- Для разработчиков и владельцев проекта это необходимая часть развития стартапа. С помощью токенсейла они рекламируют продукт, находят инвестиции для его развития. По факту это средства, необходимые для реализации своих идей.

Такой вид инвестиций поддерживает токен на начальном этапе. Во многом его успешность зависит в том числе от доверия вкладчиков к продукту.

## Как проводится токенсейл
Токенсейл проводится в несколько этапов:
- Private sale. Этот этап доступен либо для близких родственников и друзей разработчиков, либо для крупных инвесторов. Главная цель приват сейла - поиск финансирования. Инвестиции на этом этапе самые рискованные, но в то же время могут стать самыми прибыльными, если продукт “выстрелит”. На данный момент продукт существует только в бизнес-плане, что и объясняет неопределенность вложений;
- Presale. Цена на крипту здесь также низкая, но уже выше, чем во время private sale. На этом этапе купить токены могут люди из вайтлистов (white list). В эти листы может попасть любой желающий, однако их настолько много, что для попадания хотя бы в один из пресейлов нужно зарегистрироваться 100 и более раз. Главная цель пресейла - пиар.
- Public sale. Стадия продажи на открытом рынке, во время которой монету может купить любой желающий (на любой бирже). Риск покупки на этом этапе не такой высокий, как на ранних стадиях, но и возможность заработка также относительно невысока.

## Виды проведения токенсейлов

### ICO
ICO - самый старый из существующих способов привлечения инвестиций. Он появился в 2017 году, после запуска и обретения популярности Ethereum. Протокол ETH в соответствии с ERC-20 позволили людям создавать свои токены.. Эта технология помогла многим разработчикам найти финансирование, однако через несколько лет из-за относительной простоты разработки в сфере появилось много мошенников. Со временем доверие к проектам на ICO пропало. А в 2021 году на первый план вышел более современный аналог - IEO.

### IEO
IEO - отличается большей надёжностью, чем ICO. Верификацией и анализом токенов здесь занимается биржа, она же и размещает различные предложения для желающих. Первой площадкой, поддержавшей подобный вид привлечения инвестиций был Binance.

### IDO
IDO - токенсейлы на децентрализованных площадках. Существенное отличие от IEO - весь процесс настраивают разработчики стартапа. Участники должны выполнить несколько заданий и заполнить форму, после чего они становятся в очередь в white list. Счастливчики, получившие место в листе, имеют право купить криптовалюту по относительно низкой цене.